# Mallochia strigosa
Mallochia strigosa är en stekelart som först beskrevs av Cresson 1872.  Mallochia strigosa ingår i släktet Mallochia och familjen brokparasitsteklar. Inga underarter finns listade i Catalogue of Life.